# 三阳镇 (宜春市)
三阳镇，是中华人民共和国江西省宜春市袁州区下辖的一个乡镇级行政单位。

## 行政区划
三阳镇下辖以下地区：
三阳社区、下门村、泉塘村、秆塘村、蔺坊村、石塘村、天井村、彭坊村、庄里村、陈坊村、潘坊村和焦溪村。